# Selvagem Pequena
Selvagem Pequena (Malý divoký ostrov) je součástí Divokých ostrovů (Ilhas Selvagens). Tyto ostrovy sopečného původu, ležící západně od severoafrického atlantického pobřeží náleží geograficky k Africe, politicky jsou ale součástí portugalského souostroví Madeira.
Ostrov má rozlohu 20 ha a nachází se v jižní skupině souostroví Ilhas Selvagens. Stejně jako další ostrovy z této skupiny je součástí přírodní rezervace Ilhas Selvagens.
Nejvyšším bodem ostrova je Pico do Veado (Jelení vrch), dosahující výšky 49 m nad mořem. Na jeho vrcholu je umístěn maják, 1 m vysoký betonový sloup s elektrickým světlem. Pozorovací stanice strážců přírodního parku, postavená pod majákem, funguje od května do listopadu, protože během zimy je ostrov obtížně přístupný.
Na ostrově žije 9 z 11 endemických druhů ostrovů Selvagens. Hnízdí zde velká kolonie buřňáčka běločelého (Pelagodroma marina), občas také rybák rajský (Sterna dougallii) a rybák černohřbetý (Sterna fuscata). Z rostlin je pro útesy typická vzácná svidina hladká (Periploca laevigata), dále zde rostou endemity statice papilnatá (Limonium papillatum var. callibotryum), tařicovka (Lobularia canariensis ssp. Succulenta) a Scilla maderensis var. meliodora. Na svazích Pico do Veado rostou endemické keře Argyranthemum thalassophilum a Asparagus nesiotes ssp. nesiotes.